# Джеф Дейвис (писател)
Джеф Дейвис (на английски: Jeff Davis) е американски писател и телевизионен продуцент.

## Биография и творчество
Джеф Дейвис е роден на 13 юни 1975 г. в Милфорд, Кънектикът, САЩ. Той е завършил колежа „Васар“ с бакалавърска степен по кино и след това получава магистърска степен по кинодраматургия от Университета на Южна Калифорния.

## Филмография
- 2011 – 2016 Тийн вълк – ТВ сериал, автор и продуцент
- 2005 – 2016 Престъпни намерения – ТВ сериал, автор и продуцент